# E.L. James
Erika Leonard, född Mitchell, känd som E.L. James, född 7 mars 1963 i London, är en brittisk författare som är känd för sin erotiska trilogi Femtio nyanser. Under 2012 namngav tidskriften Time henne som en av världens 100 mest inflytelserika personer.
I november 2013 lanserade klädföretaget Kappahl en kollektion damunderkläder i samarbete med författaren.

## Biografi
James, som har en skotsk far och en chilensk mor, är uppvuxen i Buckinghamshire. James studerade historia vid universitetet i Kent, innan hon blev studioassistent vid en filmskola i Beaconsfield.
Hon bor i Ealing med sin man Niall Leonard som är filmregissör och manusförfattare. De gifte sig 1987 och har två söner tillsammans.

### Femtio nyanser-trilogin
2011–2012 släpptes trilogin Femtio nyanser, som blev en global succé. Böckerna har översatts till 52 olika språk och har sålt i över 90 miljoner exemplar världen över. En filmatisering baserad på den första romanen hade biopremiär under februari 2015.